# Bowhill House

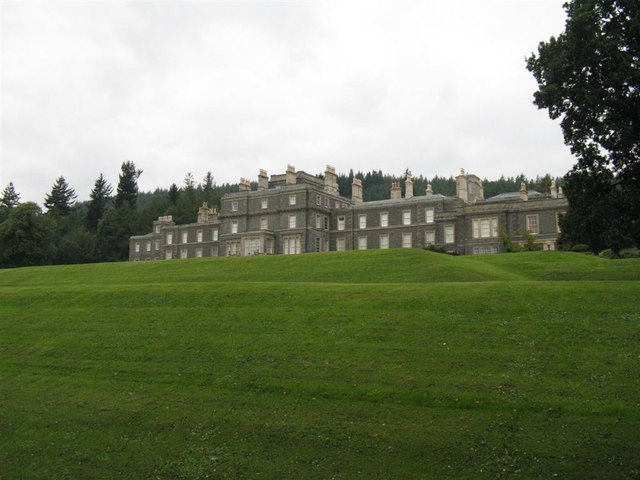
Bowhill House

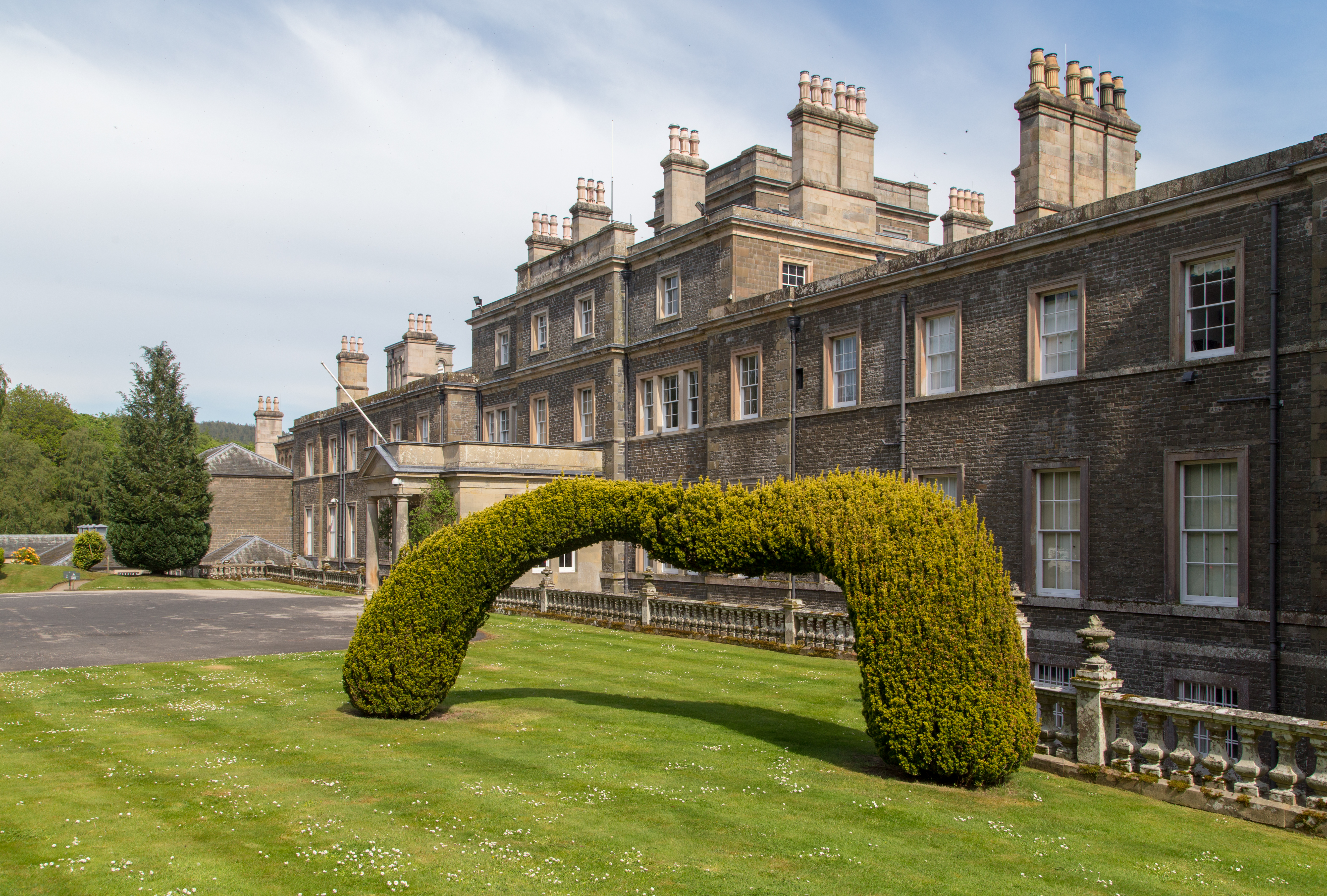
Nahansicht

Bowhill House ist ein Herrenhaus in der schottischen Council Area Scottish Borders. Es liegt rund vier Kilometer westlich der Kleinstadt Selkirk zwischen den Flüssen Yarrow Water und Ettrick Water. Es gehört dem Duke of Buccleuch.
1971 wurde das Bauwerk in die schottischen Denkmallisten in der höchsten Denkmalkategorie A aufgenommen. Das Gesamtanwesen ist außerdem im schottischen Register für Landschaftsgärten verzeichnet. In fünf von sieben Kategorien wurde das höchste Prädikat „herausragend“ verliehen.

## Geschichte
König Robert the Bruce schenkte die Ländereien 1322 den Scotts of Buccleuch. Im frühen 18. Jahrhundert erwarb der Politiker John Murray, Lord Bowhill das Anwesen. Um 1708 ließ er eine georgianische Villa am Standort errichten. Nachdem Bowhill zwischenzeitlich an die Familie Veitch gegangen war, kaufte Francis Scott, 2. Duke of Buccleuch das Anwesen 1747 für die Scotts zurück. Ziel war die politische Festigung der Scotts in der Region. Die ersten Parkanlagen wurden im Laufe des Jahrhunderts entwickelt. So ist überliefert, dass Henry Scott, 3. Duke of Buccleuch bis 1777 rund 120 Acre Wald pflanzen ließ.
Charles Montagu-Scott, 4. Duke of Buccleuch setzte die Anstrengungen fort. Nachdem Bowhill House bis zu diesem Zeitpunkt nur eine kleine Landvilla war, beauftragte der Herzog um 1812 den englischen Architekten William Atkinson mit deren Erweiterung zu einem Herrenhaus. Zu Beginn der 1830er Jahre überarbeitete William Burn und in der Mitte der 1870er Jahre David Bryce Bowhill House. Zu Zeiten der beiden Weltkriege diente Bowhill House zum einen als Militärhospital zum anderen als militärische Unterkunft. In der zweiten Hälfte des 20. Jahrhunderts wurde mit der Pflege der Waldbestände begonnen. Hierzu wurde auch 1984 der Buccleuch Heritage Trust gegründet. In der Folge wurde die Anlage für die Öffentlichkeit zugänglich. Die Kunstsammlung enthält unter anderem Werke von Canaletto, Gainsborough und Reynolds.